# Gomphosus caeruleus

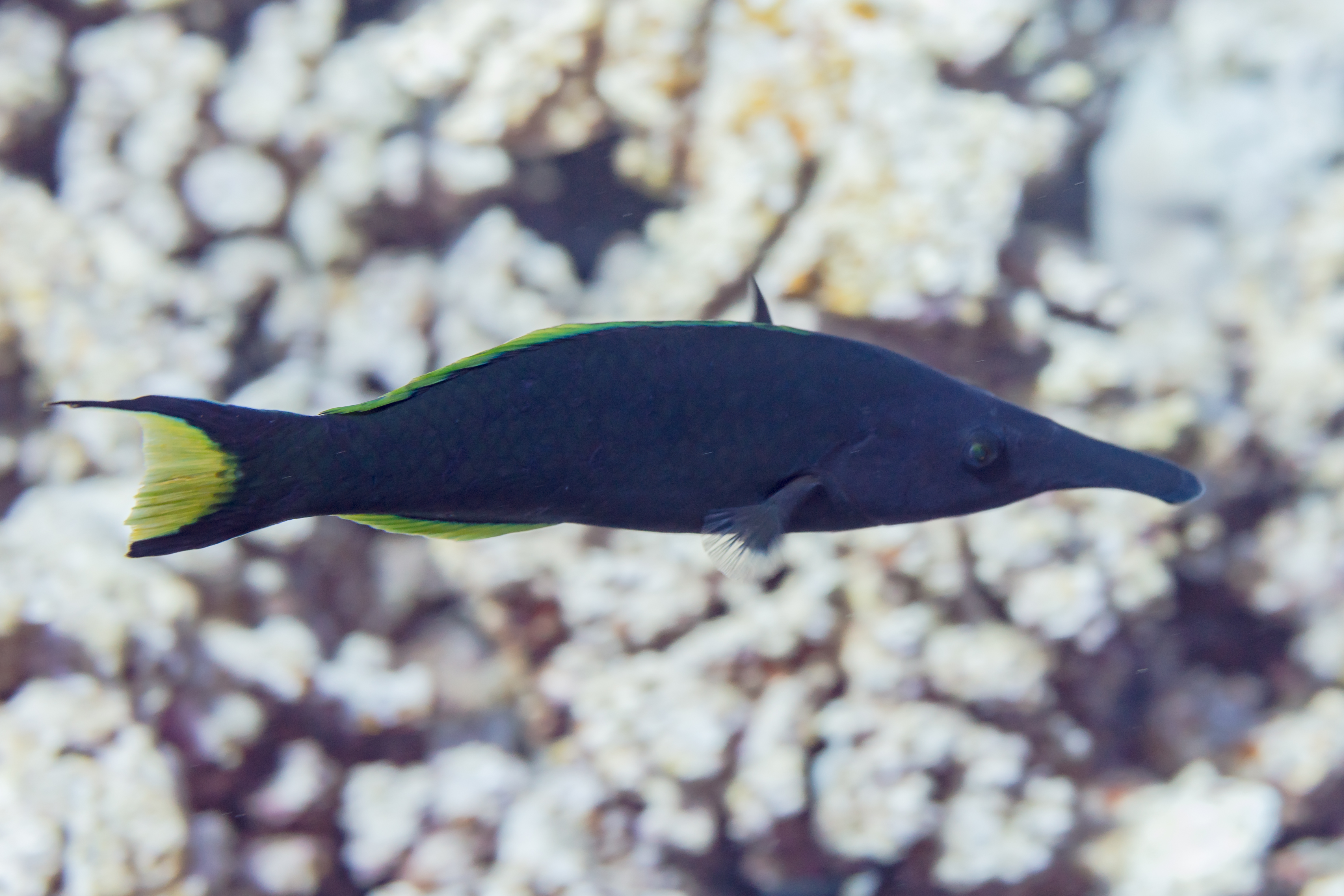
Esemplare maschio

Gomphosus caeruleus Lacépède, 1801 è un pesce di acqua salata appartenente alla famiglia Labridae.

## Habitat e Distribuzione
Questo pesce si trova nelle barriere coralline dell'oceano Indiano, in particolare sulle coste dell'Africa orientale e del Sudafrica.

## Descrizione
Il corpo è ovale, abbastanza allungato e compresso lateralmente. Negli esemplari adulti il muso è molto allungato. La colorazione è blu con le pinne più chiare nei maschi. Nelle femmine, invece, il muso è bianco sotto e marrone sopra, il dorso è grigio ed il ventre, la pinna anale e la pinna caudale sono gialli. Non supera i 30 cm. Somiglia molto al congenere Gomphosus varius, con il quale viene spesso confuso, ma se ne distingue per la colorazione e per l'areale.

## Alimentazione
Si nutre di invertebrati acquatici.

## Acquariofilia
È apprezzato negli acquari per il suo aspetto originale, ma non è ancora molto diffuso.